# Бриевые (семейство)
Бриевые (лат. Bryaceae) — семейство многолетних мхов класса Листостебельные мхи.

## Описание
Стебель прямостоячий, прямой, реже ветвистый. У основания листья мелкие, по мере приближения к верхушке становятся крупнее. Листья собраны в хохолок или розетку, самых разнообразных форм, заострённые, часто с каймой. Край листа цельный или зубчатый вверху. Жилка может заканчиваться ниже верхушки листа, в верхушке или выступать из неё.

## Среда обитания и распространение
Преимущественно произрастают на сухих и болотистых почвах. Широко распространены по всему миру.

## Классификация
Согласно базе данных Catalogue of Life на март 2025 года семейство включает следующие роды:
- Acidodontium Schwägr., 1827
- Anomobryum Shimp., 1860 — Аномобриум
- Brachymenium Schwägr., 1824 — Брахимениум
- Bryum Hedw., 1801 — Бриум, или Брий
- Gemmabryum J.R. Spence et H.P. Ramsay, 2005 — Геммабриум
- Haplodontium Hampe, 1865 — Гаплодонциум
- Imbribryum N. Pedersen, 2005 — Имбририум
- Leptostomopsis (Müll. Hal.) J.R. Spence et H.P. Ramsay, 2005
- Mniobryoides Hörmann, 1969
- Ochiobryum J.R. Spence et H.P. Ramsay, 2005
- Osculatia De Not., 1859
- Perssonia Bizot, 1969 — Перссония
- Plagiobryoides J.R. Spence, 2005 — Плагиобриоидес
- Plagiobryum Lindb., 1863 — Плагиобриум, или Плагиобрий
- Ptychostomum Hornsch., 1824 — Птихостомум
- Rhodobryum (Shimp.) Limp., 1904 — Родобриум
- Rosulabryum J.R. Spence, 1996 — Росулабриум

По информации базы данных The Plant List (на июль 2016) семейство включает 43 рода:
- Acidodontium
- Anisostichium
- Anomobryopsis
- Anomobryum — Аномобриум
- Apalodium
- Apiocarpa
- Argyrobryum
- Brachymenium — Брахимениум
- Bryum — Бриум, или Брий
- Cladodium
- Epipterygium
- Erpodiopsis
- Gemmabryum
- Haplodontium
- Hemisynapsium
- Imbribryum
- Lamprophyllum
- Leptobryum — Лептобриум
- Leptochlaena
- Leptostomopsis
- Leptostomum
- Mielichhobryum
- Mielichhoferia
- Mniobryoides
- Mniobryum — Мниобриум, или Мниобрий
- Ochiobryum
- Orthodontium
- Orthodontopsis — Ортодонтопсис
- Peromnion
- Perssonia
- Plagiobryoides
- Plagiobryum — Плагиобриум, или Плагиобрий
- Pohlia — Полия
- Pseudopohlia
- Ptychostomum — Птихостомум
- Rhodobryum — Родобриум
- Roellia
- Rosulabryum — Росулабриум
- Schizymenium
- Stableria
- Synthetodontium
- Webera
- Zieria

В классификации, предложенной Goffinet B. и W. R. Buck в 2006 году, семейство включает 13 родов:

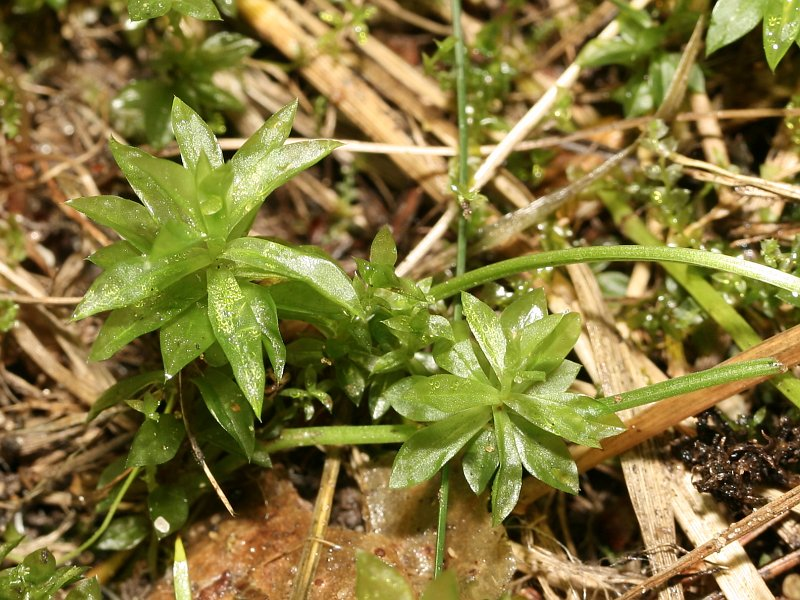
Родобриум розетковидный

- Acidodontium
- Anomobryum — Аномобриум
- Brachymenium — Брахимениум
- Bryum — Бриум, или Брий
- Leptostomopsis
- Mniobryoides
- Osculatia
- Perssonia
- Plagiobryum — Плагиобриум, или Плагиобрий
- Ptychostomum — Птихостомум
- Rhodobryum — Родобриум
- Roellia
- Rosulabryum — Росулабриум